# Andraca adoxima
Andraca adoxima är en fjärilsart som beskrevs av Turner 1902. Andraca adoxima ingår i släktet Andraca och familjen silkesspinnare. Inga underarter finns listade i Catalogue of Life.